# Anthony Jelonch

a Compétitions nationales et continentales officielles uniquement.

b Matchs officiels uniquement.
Dernière mise à jour le 15 mars 2025.
Anthony Jelonch, né le 28 juillet 1996 à Vic-Fezensac (Gers) est un joueur français de rugby à XV qui joue au poste de troisième ligne aile au Stade toulousain, après avoir débuté au Castres olympique où il a joué pendant cinq saisons.
Sélectionné en équipe de France à partir de 2017, il est titulaire lors du Grand Chelem dans le Tournoi des Six Nations 2022.
Il remporte le Championnat de France en 2018 avec le Castres olympique et en 2023, 2024 et 2025 avec le Stade toulousain. 

## Biographie

### Formation
Né à Vic-Fezensac, Anthony Jelonch est formé à l'Union athlétique vicoise, club de sa ville natale, avant de rejoindre le FC Auch en 2012.
Il joue pour l'équipe de France des moins de 18 ans en 2014 contre l'Italie à Salon-de-Provence, contre le pays de Galles à Chartres et contre l'Angleterre à Dunkerque. Il dispute ensuite le tournoi FIRA en Pologne puis continue avec une tournée en Afrique du Sud et des rencontres importantes à Dubaï et à Las Vegas.

### Années à Castres et débuts en équipe de France
En 2014, Anthony Jelonch quitte le FC Auch avec qui il vient de disputer la finale du championnat de France junior Crabos, pour rejoindre l'équipe espoirs du Castres olympique.

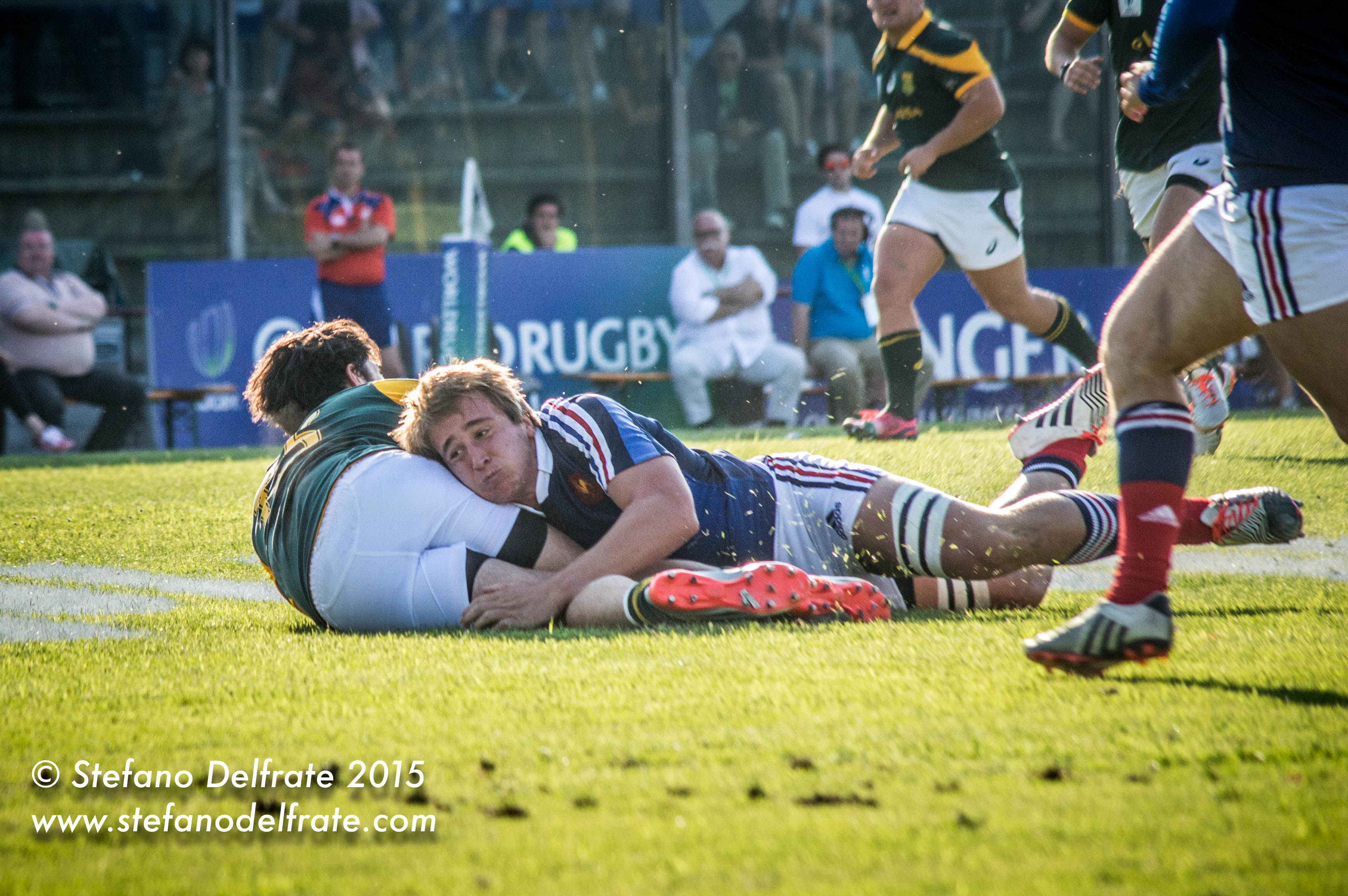
Anthony Jelonch, en 2015, avec l'équipe de France des moins de 20 ans.

Il enchaîne ensuite avec l'équipe de France des moins de 20 ans, avec laquelle il dispute trois matchs lors du Tournoi des Six Nations des moins de 20 ans 2015, inscrivant un essai contre le pays de Galles. Il est ensuite titularisé pour deux matchs lors de la coupe du monde des moins de 20 ans 2015 contre le Japon et l'Afrique du Sud. En 2016, il joue cinq matchs du Tournoi des Six Nations des moins de 20 ans (5 titularisations et 1 essai inscrit) ainsi que trois matchs comme titulaire comptant pour la coupe du monde des moins de 20 ans 2016.
En juillet 2016, il figure sur la « Liste développement » de 30 joueurs de moins de 23 ans à fort potentiel que les sélectionneurs de l'équipe de France suivent pour la saison 2016-2017.
En 2016-2017, il s'impose au sein de l'équipe première du Castres olympique en participant à cinq matchs de coupe d'Europe et vingt matchs de Top 14.
En juin 2017, il est convoqué par Guy Novès pour participer à la tournée de l'équipe de France en Afrique du Sud. Pas utilisé par le staff du XV de France, il rejoint les Barbarians français qui affrontent l'équipe d'Afrique du Sud A les 16 et 23 juin également en Afrique du Sud. Titulaire lors du premier match puis remplaçant pour le second, les Baa-baas s'inclinent 36 à 28 à Durban puis 48 à 28 à Soweto.
Il honore sa première cape internationale en équipe de France le 11 novembre 2017 contre la Nouvelle-Zélande au Stade de France. Il entre en jeu à la 67e minute pour remplacer Louis Picamoles.
Titulaire à l’aile de la troisième ligne castraise en ayant réussi à pousser Steve Mafi sur le banc des remplaçants, il est sacré champion de France en 2018.
En février, il signe un nouveau contrat avec le CO qui le lie au club jusqu'en 2019.
Plus appelé en équipe de France depuis 2017, Anthony Jelonch ne participe pas à la Coupe du monde au Japon quelques mois plus tard.
En novembre 2020, il est sélectionné pour participer à la Coupe d'automne des nations, durant laquelle il joue deux matchs. Il entre est titulaire lors de la victoire 36 à 5 face à l'Italie. Puis, il est retenu pour participer à la finale de la coupe face à l'Angleterre. Encore une fois, il est titularisé, dans un match très disputé que les Anglais remportent finalement après prolongation (22-19). Il est ensuite appelé pour participer au Tournoi des Six Nations 2021, durant lequel il joue quatre matchs dont deux en tant que titulaire et la France termine à la deuxième place derrière le Pays de Galles, vainqueur.

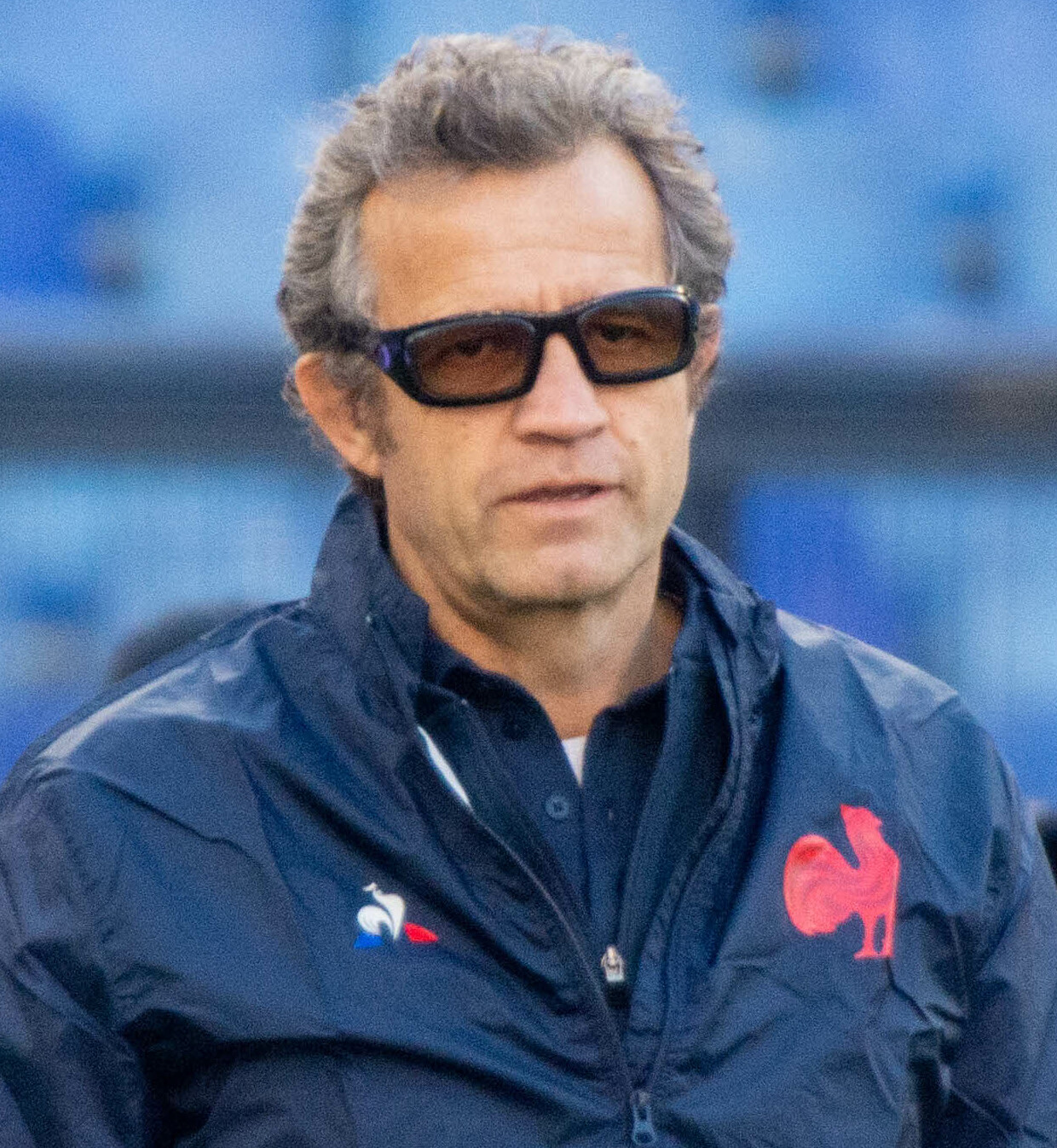
Anthony Jelonch devient un cadre du XV de France lors du premier mandat du sélectionneur Fabien Galthié.

De retour en Bleu depuis la prise de fonction de Fabien Galthié comme sélectionneur de l'équipe de France en 2020, Anthony Jelonch est nommé capitaine du XV de France pour les trois matchs de la tournée estivale 2021 en Australie, où les finalistes du Top 14 et de nombreux cadres de l'équipe sont absents. Les bleus parviennent à remporter le deuxième des trois matchs 28 à 26, les deux autres étant perdus sur un écart similaire. Jelonch est remarqué pour sa prestation et son leadership lors de cette tournée. À la fin de l'année civile 2021, il fait partie du XV mondial de l'année selon Midi olympique.

### Départ au Stade toulousain et confirmation en Bleu (depuis 2021)
Anthony Jelonch s'engage pour trois saisons avec le Stade toulousain à partir de la saison 2021-2022, après sept saisons passées au Castres olympique. Il rejoint notamment son ami Antoine Dupont avec qui il a déjà évolué à Auch et à Castres. À Toulouse, il doit faire face à la forte concurrence en troisième ligne où jouent notamment Selevasio Tolofua, Antoine Miquel, Rynhardt Elstadt, François Cros ou encore Alban Placines. Il joue son premier match avec son nouveau club le 12 septembre 2021, à l'occasion de la deuxième journée de championnat, contre le RC Toulon. Il entre en jeu à la place de Placines en seconde période et son équipe s'impose largement sur le score de 41 à 10,.

#### Grand Chelem avec les Bleus en 2022
Au mois de novembre 2021, il est convoqué en équipe de France afin de participer à la tournée d'automne 2021. Il est titulaire lors des trois matchs de la tournée contre l'Argentine, la Géorgie et la victoire historique face à la Nouvelle-Zélande (40-25). La France remporte ces trois rencontres. Quelques mois plus tard il est appelé pour participer au Tournoi des Six Nations 2022. Il joue tous les matchs du tournoi en tant que titulaire et marque deux essais. Les Français remportent tous les matchs de la compétition, réalisant ainsi le Grand Chelem, le dixième de l'histoire du rugby tricolore, le premier depuis douze ans. Il s'agit du premier titre remporté en sélection nationale par Anthony Jelonch. Lors de ce tournoi, il confirme sa bonne tournée d'automne et son statut de cadre du XV de France.

#### Coupe du monde 2023
En janvier 2023, Jelonch est de nouveau appelé en équipe de France pour participer au Tournoi des Six Nations 2023,. Il joue les trois premiers matchs du tournoi avant de se blesser lors de la troisième journée contre l'Écosse. Sorti sur blessure dès la 25e minute de jeu après un plaquage sauvant un essai, il est victime d'une rupture du ligament croisé antérieur du genou gauche, mettant fin à sa saison 2022-2023,.
Sa convalescence, durant plusieurs mois, rend incertaine sa sélection pour la Coupe du monde 2023. Alors qu'il ne fait pas partie du groupe de 42 joueurs sélectionnés pour préparer la compétition, il est appelé par Fabien Galthié pour intégrer le groupe officiel des 33 joueurs qui joueront la compétition. Il dispute son premier match depuis sa blessure à l'occasion de la deuxième journée de cette coupe du monde face à l'Uruguay. Il est titulaire et capitaine au sein d'un XV de France majoritairement composé de remplaçants et dispute une cinquantaine de minutes lors de cette rencontre remportée 27-12.
En janvier 2024, il figure dans la liste de 34 joueurs retenus par Fabien Galthié pour le premier match du Tournoi des Six Nations 2024. Quelques jours après cette annonce, il se blesse lors d'une rencontre de Champions Cup remportée contre Bath Rugby (31-19). Atteint d'une rupture du ligament croisé antérieur du genou droit, cette blessure met un terme à sa saison 2023-2024. Alexandre Roumat le remplace en équipe de France.

## Statistiques

### En club
| Saison                  | Saison                  | Championnat | Championnat | Championnat | Championnat | Coupes d'Europe    | Coupes d'Europe | Coupes d'Europe | Coupes d'Europe |
| Saison                  | Saison                  | Compétition | M           | Pts         | Ess.        | Compétition        | M               | Pts             | Ess.            |
| ----------------------- | ----------------------- | ----------- | ----------- | ----------- | ----------- | ------------------ | --------------- | --------------- | --------------- |
| 2016-2017               | Castres olympique       | Top 14      | 17          | 20          | 4           | Coupe d'Europe     | 5               | 5               | 1               |
| 2017-2018               | Castres olympique       | Top 14      | 18          | 10          | 2           | Coupe d'Europe     | 2               | -               | -               |
| 2018-2019               | Castres olympique       | Top 14      | 14          | -           | -           | Coupe d'Europe     | 1               | -               | -               |
| 2019-2020               | Castres olympique       | Top 14      | 16          | 15          | 3           | Challenge européen | 4               | 5               | 1               |
| 2020-2021               | Castres olympique       | Top 14      | 16          | 10          | 2           | Coupe d'Europe     | -               | -               | -               |
| Total Castres olympique | Total Castres olympique | Top 14      | 81          | 55          | 11          | Coupes d'Europe    | 12              | 10              | 2               |
| 2021-2022               | Stade toulousain        | Top 14      | 16          | 20          | 4           | Coupe d'Europe     | 6               | 5               | 1               |
| 2022-2023               | Stade toulousain        | Top 14      | 11          | -           | -           | Champions Cup      | 4               | -               | -               |
| Total Stade toulousain  | Total Stade toulousain  | Top 14      | 27          | 20          | 4           | Coupe d'Europe     | 10              | 5               | 1               |
| Total                   | Total                   | Top 14      | 108         | 75          | 15          | Coupes d'Europe    | 22              | 15              | 3               |

### Internationales

#### Équipe de France des moins de 20 ans
Anthony Jelonch dispute 14 matchs avec l'équipe de France des moins de 20 ans en deux saisons, prenant part à deux éditions du tournoi des Six Nations (2015 et 2016) et à deux éditions du championnat du monde junior (2015 et 2016). Il inscrit un total de deux essais, soit 10 points inscrits.

#### Barbarians
Anthony Jelonch dispute deux matchs avec les Barbarians français contre l'Afrique du Sud A en 2017.

#### XV de France
| Année | Compétition                 | Matchs | Points | Essais |
| ----- | --------------------------- | ------ | ------ | ------ |
| 2017  | Test matchs                 | 2      | 0      | 0      |
| 2020  | Coupe d'automne des nations | 2      | 0      | 0      |
| 2021  | Six Nations                 | 4      | 0      | 0      |
| 2021  | Test matchs                 | 6      | 0      | 0      |
| 2022  | Six Nations                 | 5      | 10     | 2      |
| 2022  | Test matchs                 | 3      | 5      | 1      |
| 2023  | Six Nations                 | 3      | -      | -      |
| 2023  | Coupe du monde              | 4      | -      | -      |
| 2025  | Six Nations                 | 3      | -      | -      |
| Total | Total                       | 32     | 15     | 3      |

| Numéro | Date             | Lieu                         | Adversaire     | Compétition      | Résultat | Score |
| ------ | ---------------- | ---------------------------- | -------------- | ---------------- | -------- | ----- |
| 1      | 6 février 2022   | Stade de France, Saint-Denis | Italie         | Six Nations 2022 | Victoire | 37-10 |
| 2      | 11 mars 2022     | Millennium Stadium, Cardiff  | Pays de Galles | Six Nations 2022 | Victoire | 9-13  |
| 3      | 20 novembre 2022 | Stadium, Toulouse            | Japon          | Test match       | Victoire | 35-17 |

| Adversaire       | Matchs joués | Victoires | Défaites | Nuls | Essais | Points | % de victoire |
| ---------------- | ------------ | --------- | -------- | ---- | ------ | ------ | ------------- |
| Afrique du Sud   | 3            | 1         | 2        | 0    | 0      | 0      | 33.33         |
| Angleterre       | 2            | 1         | 1        | 0    | 0      | 0      | 50            |
| Argentine        | 1            | 1         | 0        | 0    | 0      | 0      | 100           |
| Australie        | 4            | 2         | 2        | 0    | 0      | 0      | 50            |
| Écosse           | 4            | 3         | 1        | 0    | 0      | 0      | 75            |
| Géorgie          | 1            | 1         | 0        | 0    | 0      | 0      | 100           |
| Pays de Galles   | 2            | 2         | 0        | 0    | 1      | 5      | 100           |
| Irlande          | 4            | 3         | 1        | 0    | 0      | 0      | 75            |
| Italie           | 6            | 6         | 0        | 0    | 1      | 5      | 100           |
| Japon            | 1            | 1         | 0        | 0    | 1      | 5      | 100           |
| Namibie          | 1            | 1         | 0        | 0    | 0      | 0      | 100           |
| Nouvelle-Zélande | 2            | 1         | 1        | 0    | 0      | 0      | 50            |
| Uruguay          | 1            | 1         | 0        | 0    | 0      | 0      | 100           |
| Total            | 32           | 24        | 8        | 0    | 3      | 15     | 75            |

## Palmarès

### En club
- Castres olympique
  - Vainqueur du Championnat de France en 2018
- Stade toulousain
  - Vainqueur du Championnat de France en 2023[N 1] , 2024[N 1] et 2025

### En équipe nationale
- France
  - Finaliste de la Coupe d'automne des nations en 2020
  - Vainqueur du Tournoi des Six Nations en 2022 (Grand Chelem) et 2025

#### Tournoi des Six Nations
| Édition          | Rang | Résultats France | Résultats Jelonch | Matchs Jelonch |
| ---------------- | ---- | ---------------- | ----------------- | -------------- |
| Six Nations 2021 | 2    | 3 v, 0 n, 2 d    | 3 v, 0 n, 1 d     | 4/5            |
| Six Nations 2022 | 1    | 5 v, 0 n, 0 d    | 5 v, 0 n, 0 d     | 5/5            |
| Six Nations 2023 | 2    | 4 v, 0 n, 1 d    | 2 v, 0 n, 1 d     | 3/5            |
| Six Nations 2025 | 1    | 4 v, 0 n, 1 d    | 3 v, 0 n, 0 d     | 3/5            |

Légende : v = victoire ; n = match nul ; d = défaite ; la ligne est en gras quand il y a Grand Chelem.

#### Coupe du monde
| Édition     | Rang                | Résultats France | Résultats Jelonch | Matchs Jelonch |
| ----------- | ------------------- | ---------------- | ----------------- | -------------- |
| France 2023 | Quarts-de-finaliste | 4 v, 0 n, 1 d    | 3 v, 0 n, 1 d     | 4/5            |